# Грофови Барселоне
Гроф од Барселоне је титула која је кроз велики део историје била везана за титулу краља Арагона, али пре него што је дошло до тог спајања, титула се односила на грофа града и његове околине. Грофовију Барселону су створили Франци. Након што је Карло Велики део Иберијског полуострва северно од Ебра, та линија је била подељена на више грофовија којима је владао један гроф који је добијао и титулу маркгрофа Хиспанске марке (или ређе, Каталоније). Маркгрофови су обично били и грофови Барселоне, који су онда фактички имали примат над осталим грофовијама с обзиром да су поседовали највише грофовија у региону. Грофови, као и сви други вазали у Франачкој краљевини, тежили су да зспоставе сопствене владајуће династије које би поседовале наследну власт над провинцијама и з томе су грофови Барселоне били веома успешни: већ крајем деветог века Вилфред Длакави је био последњи гроф којег су именовали Франци - од њега па на даље, место грофа Барселоне је постало наследно.

## Грофови именовани од стране Франака
Први грофови Барселоне су номиновали франачки краљеви из Каролиншке династије који се од 843. године постају краљеви Француске, а грофови од Барселоне постају њихови вазали.
- 801-820 : Бера, син Вилијема I од Тулуза
- 820-826 : Рампо
- 826-832 : Бернат од Септиманије, први пут
- 832-835 : Беренгер од Тулуза
- 835-844 : Бернат од Септиманије, други пут
- 844-848 : Сунифред I, син Белоа I од Каркасона
- 848-850 : Вилијем од Септиманије, узурпатор, син Берната од Септиманије
- 850-852 : Алеран и Исембард
- 852-858 : Одалрик
- 858-864 : Хумфрид
- 865-878 : Бернат од Готије
- 878-897 : Вилфред I Длакави, син Сунифреда I

## Наследни грофови
Од краја 9. века, француски краљеви више нису имали моћ да именују грофове, већ се титула преносила наследним путем, с оца на сина. Међутим, грофови Барселоне и даље су вазали Француске.

### Династија Барселоне
- 897-911 : Вилфред II (такође се звао и Борељ I), син Вилфреда I Длакавог
- 911-947 : Суњер I, брат Вилфреда II
- 947-992 : Борељ II, син Суњера I

947-966 : са Мироом I, братом Бореља II
Године 988, Борељ II одбија да обнови вазалски однос са новим краљем Француске, Игоом Капетом, и проглашава независност грофовије Барселоне од краља Француске.
- 992-1017 : Рамон Борељ, син Бореља II

992-1057 : саЕрмесенда од Каркасона, жена Рамона Бореља, регентовала је у име свог сина Беренгера Рамона I и свог унука, Рамона Беренгера I
- 1017-1035 : Беренгер Рамон I Грбави, син Ермесенде и Рамона Бореља
- 1035-1076 : Рамон Беренгер I Старац, син Беренгера Рамона Грбавог

1052-1071 : са Алмодис де ла Марка жена Рамона Беренгера Старца
- 1076-1082 : заједничка владавина Рамона Беренгера II el Cap d'Estopes и Беренгера Рамона II Братоубице, синова Рамона Беренгера Старца и Алмодисе
- 1082-1097 : Беренгер Рамон II наставља да влада сам
- 1097-1131 : Рамон Беренгер III, Велики, син Рамона Беренгера II, влада напоредо са Беренгером Рамоном II од 1095. године
- 1131-1162 : Рамон Беренгер IV, Светац, син Рамона Беренгера III.

Године 1150. Рамон Беренгер IV се венчава са Петронилом од Арагона, кћерком Рамира II од Арагона, чиме долази до уједињења са арагонском краљевском династијом и стварања Круне Арагона. Од овог момента па на даље, грофови Барселоне су уједно и краљеви Арагона.
- 1162–1196 Алфонсо II од Арагона (гроф Алфонсо I од Барселоне), Честити
- 1196–1213 Пере II од Арагона (гроф Пере I од Барселоне) Католички, први арагонски краљ који је крунисан
- 1213–1276 Ђауме I од Арагона, Освајач, оставио Краљевину Мајорку свом сину Ђаумеу II
- 1276–1285 Пере III од Арагона Велики, (Пере I од Валенсије, Пере II од Барселоне) оставио Сицилију свом сину Ђаумеу II
- 1285–1291 Алфонсо III од Арагона (Алфонсо I од Валенсије, Алфонсо II од Барселоне) Либерални
- 1291–1327 Ђауме II од Арагона, Праведни
- 1327–1336 Алфонсо IV од Арагона, Доброћудни (Алфонсо II од Валенсије, Алфонсо III од Барселоне)
- 1336–1387 Пере IV од Арагона, Свечани (Пере II од Валенсије, Пере III од Барселоне), 1380. оставља краљевину Сицилију Мартину I
- 1387–1396 Ђоан I од Арагона, Ловац
- 1396–1410 Мартин I од Арагона, Хуманиста, последњи директни потомак Вилфреда I Длакавог, првог грофа од Барселоне. Умро је не оставивши за собом наследника. Како је било више претендената који су разним крвним везама полагали право на престо, наследник је био одређен Споразумом из Каспе.